# جيم هوتو
جيم هوتو (بالإنجليزية: Jim Hutto)‏ هو لاعب كرة قاعدة أمريكي، ولد في 17 أكتوبر 1947 في نورفولك في الولايات المتحدة.

## وصلات خارجية
- جيم هوتو على موقع دوري كرة القاعدة الرئيسي (الإنجليزية)
- جيم هوتو على موقعبيزبول رفرنس.كوم (الدوري الرئيسي) (الإنجليزية)
- جيم هوتو على موقعبيزبول رفرنس.كوم (الدوري الثانوي) (الإنجليزية)
- جيم هوتو على موقع إي إس بي إن.كوم (أم.أل.بي) (الإنجليزية)
- جيم هوتو على موقع مشجعي الرسوم البيانية (الإنجليزية)